# Karácsony János (fizikus)
Karácsony János (Nagyvárad, 1945. január 24. –) erdélyi fizikus, egyetemi oktató.

## Életpályája
Általános iskolai tanulmányait a nagyváradi 4-es számú középiskolában végezte. Középiskolai tanulmányait politikai okok miatt csak 1962-ben fejezhette be. Mivel 1960 májusában kapcsolatba került az 1956 őszén megalakult Szabadságra Vágyó Ifjak Szervezetével, 1961 októberében kizárták az ország összes iskolájából. Szülei hosszas utánajárása eredményeként 1962 januárjától folytathatta tanulmányait a nagyszalontai Arany János Középiskolában, ahol le is érettségizett. A kolozsvári Babeș–Bolyai Tudományegyetem fizika szakot végzett 1967-ben. 1973-ig a nagyváradi Gépipari Líceum tanára volt. Ebben az időben több diákja is sikeresen részt vett az országos fizikaversenyen. 1972-ben jelentkezett doktori képzésre a Babeș–Bolyai Tudományegyetemre, ahol 1983-ban doktorált. 1973-tól fizikusként  dolgozott a Román Tudományos Akadémia Elméleti Fizika Kutató Központjában Kolozsváron, majd 1986-tól a BBTE Fizika Kutató Laboratóriumában II. fokú főkutatóként.
1989 szeptemberében az egyetem személyzeti osztálya végre engedélyezte, hogy taníthasson a fizika karon. 1992-től 2008-ig az Atomfizika, Optika és Elméleti fizika Tanszék adjunktusa. 2004 és 2008 között a kar dékánhelyettese és magyar tagozatának vezetője volt. A 2008-as nyugdíjazása után még öt évet tanított bérmentesen az alapképzésen és még három évet a mesteri szakon.

## Munkássága
Kutatási területei az elméleti plazmafizika, plazmarendszerek stabilitásának elméleti vizsgálata, mikroinstabilitások relativisztikus elektronnyaláb-plazma rendszerekben, elektronciklotron-rezonanciás ionforrás plazmájának vizsgálata.
Rangos nemzetközi folyóiratokban publikált, öt tudományos kutatási projekt vezetője, több mint 20 kutatási projektnek pedig a résztvevője volt. Ezenkívül számtalan tudomány-népszerűsítő cikket írt és nagysikerű tudomány-népszerűsítő előadásokat tartott. 
Oktatott tárgyai: optika, plazmafizika, spektroszkópia, általános fizika.
Az Erdélyi Magyar Műszaki Tudományos Társaság alapító tagja, és az általa kiadott Műszaki Szemle és FIRKA folyóiratok szerkesztőbizottsági tagja.

### Könyvei
- Fizică cuntaică pentru chimiști (egyetemi jegyzet, 1975)
- Optika I. (egyetemi jegyzet, társszerző: Kenéz Lajos), Ábel Kiadó. Kolozsvár, 2008
- Plazmafizika (egyetemi jegyzet, társszerző: Simon Alpár),  Egyetemi Kiadó, Kolozsvár, 2008

### Díjai, elismerései
- Magyar Arany Érdemkereszt, 2019
- Debreceni Egyetem Orvos és Egészségtudományi Centruma Nukleáris Medicina Intézetének emlékérme, 2008
- két kitüntetés a BBTE részéről az intézményben kifejtett tanári, valamint innovációs munkájáért, 2007